# Minimo
Minimo (de "Mini Mozilla") es un proyecto para crear una versión del navegador web Mozilla para pequeños dispositivos como PDAs y teléfonos móviles. El proyecto también está dirigido a facilitar a los desarrolladores introducir partes de Mozilla dentro de sistemas con recursos limitados (por ejemplo, máquinas con poca memoria RAM).
Para minimizar el uso de recursos del sistema, Minimo no incluye la mayor parte de la funcionalidad no esencial de Mozilla, tal como el soporte para FTP. Además, el navegador usa tecnología de renderizado de pantalla pequeña para reformatear páginas Web para pantallas de PDA. La interfaz de usuario está diseñada para robar tan poco espacio de pantalla como sea posible.
Hasta la fecha, la mayor parte del desarrollo de Minimo se ha centrado alrededor de dispositivos ARM (tales como las iPAQ de Hewlett-Packard) con alrededor de 64 MB de RAM, corriendo Familiar Linux y el GPE Palmtop Environment. Minimo 0.1 salió para esta plataforma en 2004 y la versión 0.3 en la primavera de 2005. En la actualidad, Minimo es el navegador por defecto de GPE.
También hay una versión de Minimo para Windows CE, construida con el software development kit de Pocket PC 2003. La primera versión pública de Minimo para Windows CE se hizo disponible en febrero del 2005.
Chris Hofmann creó el proyecto Minimo durante su empleo en Netscape Communications. Él solo salvó este proyecto de ser cancelado en numerosas ocasiones. El leal perro, Sparky, es la Mascota Jefe del proyecto. Actualmente Chris trabaja para la Mozilla Corporation.
El desarrollador jefe de Minimo es Doug Turner, quien encabezó el proyecto desde su concepción. La Fundación Mozilla contrató a Doug Turner en diciembre del 2004 para trabajar a tiempo completo en Minimo. Minimo fue apoyado por Nokia y otros. El apoyo de Nokia se hizo público a mediados del 2004.
El 27 de noviembre de 2007, Doug Turner anunció que el proyecto no tendría soporte, quedando descontinuado.

## Controversia
Probablemente debido al hecho de que todavía se encuentra en las primeras etapas de desarrollo, la versión de Minimo para Windows Mobile tiene un rendimiento bastante pobre.
La calidad de páginas renderizadas es congruente con el respetado motor de renderizado que implementa (Gecko), pero el programa tiene unos requisitos de memoria y hardware muy elevados comparados a los disponibles normalmente en la mayoría de las plataformas de dispositivos de mano (p.e. 64 MB de RAM, 206-624 MHz de CPU compatible con ARM).
De hecho, una crítica recurrente contra Firefox y sus proyectos derivados trata sobre su supuesto aumento de consumo de recursos a medida que salen nuevas versiones, debido principalmente al uso de XUL y Javascript para describir la interfaz de usuario y su comportamiento. Esta elección contribuye a la portabilidad de los productos de la Fundación Mozilla, pero provoca un alto consumo de recursos por otro lado.